# Nantan
Nantan (jap. 南丹市 Nantan-shi) ist eine japanische kreisfreie Stadt in der Mitte der Präfektur Kyōto.

## Geographie
Nantan liegt nordwestlich von Kyōto.

## Geschichte
In Yagi residierten auf der heute nicht mehr vorhandenen Burg im 14./15. Jahrhundert die Naitō als stellvertretende Statthalter (shugodai) über die Provinz Tamba, zuletzt mit dem christlichen shugodai Naitō Joan.
Die Stadt Nantan („Süd-Tamba“) wurde am 1. Januar 2006 aus den ehemaligen Gemeinden Sonobe, Yagi, Hiyoshi und Miyama gegründet.

## Verkehr
- Straße
  - Kyōto-Jukan-Autobahn
  - Nationalstraße 9
  - Nationalstraße 162, 372, 477
- Zug
  - JR-San’in-Hauptlinie: nach Kyōto und Shimonoseki

## Söhne und Töchter der Stadt
- Asada Benji (1900–1984), Maler und Holzschnitt-Künstler
- Nonaka Hiromu (1925–2018), Politiker
- Shigeru Miyamoto (* 1952), Spieleentwickler

## Angrenzende Städte und Gemeinden
- Präfektur Kyōto
  - Kyōto
  - Kameoka
  - Ayabe
  - Kyōtamba
- Präfektur Hyōgo
  - Sasayama
- Präfektur Osaka
  - Nose
- Präfektur Shiga
  - Takashima
- Präfektur Fukui
  - Ōi